# Errol Morris
Errol Mark Morris est un réalisateur, producteur, monteur, scénariste et acteur américain né le 5 février 1948 à Hewlett, Long Island (États-Unis).

## Biographie

### Jeunesse
Il nait le 5 février 1948 et grandit à Hewlett (État de New York) dans une famille juive.

### Carrière
En 1988, il réalise The Thin Blue Line sur l'histoire de Randall Dale Adams, un homme condamné à la prison à perpétuité pour un crime qu'il n'avait pas commis, et que le film contribue à innocenter.
En 1999, il réalise Mr. Death : Grandeur et décadence de Fred A. Leuchter Jr. qui traite de Fred A. Leuchter Jr. qui a travaillé dans le domaine des techniques d'exécution, puis témoigné en faveur du négationniste Ernst Zündel lors de son procès en 1988, avant de voir ses qualifications et titres démentis et de perdre son emploi.
En 2003, il réalise The Fog of War sur l'ancien secrétaire à la Défense des États-Unis Robert McNamara sous les présidences Kennedy et Johnson et son rôle dans la guerre du Viêt Nam. Ce film remporte l'Oscar du meilleur film documentaire lors de la 76e cérémonie des Oscars en 2004.
En 2008 sort Standard Operating Procedure qui traite des photographies prises par des soldats américains dans la prison d'Abou Ghraib en 2003, qui ont révélé les abus et les tortures infligés aux prisonniers par les soldats américains. Ce film remporte le Grand prix du jury lors de la Berlinale 2008.
En 2010, il réalise Tabloid qui traite de l'affaire Joyce McKinney, une ancienne Miss Wyoming, qui fut accusée, en Angleterre en 1977, d'avoir enlevé et violé Kirk Anderson, un missionnaire mormon américain. Cette affaire devint un sujet majeur pour les tabloïds britanniques et déclencha une bataille entre le Daily Mirror et le Daily Express.
En 2013, il réalise The Unknown Known sur Donald Rumsfeld, secrétaire à la Défense des États-Unis de Gerald Ford (20 novembre 1975 – 20 janvier 1977), puis de George W. Bush (20 janvier 2001 – 18 décembre 2006),.
En 2016, il réalise The B-Side: Elsa Dorfman's Portrait Photography sur la photographe portraitiste Elsa Dorfman.
En 2017, il réalise la mini-série Wormwood qui est basée sur la vie de Frank Olson, un chimiste qui travaillait sur des programmes secrets d'armes biologiques au centre médical militaire de Fort Detrick et qui est mort de façon controversée en 1953.
En 2018, il réalise American Dharma sur Stephen Bannon, président exécutif de Breitbart News de 2012 à 2016, et directeur exécutif de la campagne présidentielle de Donald Trump.

### Reconnaissance
En 2003, The Guardian le classe 7e dans la liste des 40 meilleurs réalisateurs contemporains.

## Filmographie

### Comme réalisateur
- 1978 : Gates of Heaven
- 1981 : Vernon, Florida
- 1988 : The Thin Blue Line
- 1991 : Le Vent sombre
- 1991 : A Brief History of Time
- 1997 : Fast, Cheap and Out of Control
- 1999 : Mr. Death : Grandeur et décadence de Fred A. Leuchter Jr. (Mr. Death: The Rise and Fall of Fred A. Leuchter, Jr.)
- 2003 : The Fog of War (The Fog of War: Eleven Lessons from the Life of Robert S. McNamara)
- 2008 : Standard Operating Procedure
- 2010 : Tabloid
- 2013 : The Unknown Known
- 2016 : The B-Side: Elsa Dorfman's Portrait Photography
- 2017 : Wormwood (mini-série)
- 2018 : American Dharma

### Comme producteur
- 1978 : Gates of Heaven
- 1981 : Vernon, Florida
- 1997 : Fast, Cheap and Out of Control
- 1999 : Mr. Death : Grandeur et décadence de Fred A. Leuchter Jr. (Mr. Death: The Rise and Fall of Fred A. Leuchter, Jr.)
- 2000 : First Person (série TV)
- 2003 : The Fog of War (The Fog of War: Eleven Lessons from the Life of Robert S. McNamara)

### Comme monteur
- 1978 : Gates of Heaven
- 2002 : The 74th Annual Academy Awards (TV)

### Comme scénariste
- 1988 : The Thin Blue Line

### Comme acteur
- 1984 : Hotel New York

## Distinctions

### Récompenses
- 1989 : Prix Edgar-Allan-Poe du meilleur scénario pour The Thin Blue Line
- 2004 : Oscar du meilleur film documentaire pour The Fog of War.
- 2008 : Ours d'argent au Festival de Berlin pour Standard Operating Procedure.